# スティーブン・ガーディナー (聖職者)
スティーブン・ガーディナー（英：Stephen Gardiner, 1483年7月27日 - 1555年12月12日）は、イングランドの聖職者、政治家。宗教改革でイングランド国教会が成立する中でカトリックを堅持、保守派に属してプロテスタントの改革派と対立した。姓はガードナーとも。

## 生涯
ケンブリッジ大学で法学を学び、ハワード家の家庭教師を経て、1525年にトマス・ウルジーの秘書になった。1528年に国王ヘンリー8世と王妃キャサリン・オブ・アラゴンの離婚問題でローマ教皇クレメンス7世と交渉、ヘンリー8世とキャサリンとの婚姻の無効を問う裁判をイングランドで主宰することを教皇に認めさせた。この裁判で離婚は成立せず、王に見限られたウルジーの王との面会要求を退け、国王秘書長官に就任して王の秘書に変わった。
翌1529年、エドワード・フォックスと共に友人のトマス・クランマーを王と引き合わせ出世のきっかけを作った。1531年にウィンチェスター司教に就任したが、翌1532年にカンタベリー大司教ウィリアム・ウォラム死後の後任候補に上がった際、聖職者の服従に反対したため王の不興を被り候補から外れ、代わってクランマーが王からカンタベリー大司教に指名されたことに怒り（正式の就任は翌1533年）、以後クランマーと対立するようになる。また国王秘書長官も1534年にトマス・クロムウェルに替えられた。
以後は王の離婚と教皇権の介入否定に賛成したがカトリックの立場を堅持、同じくカトリックのノーフォーク公トマス・ハワードと共にクランマー・クロムウェルらプロテスタントが進める宗教改革を批判・対立した。また切れ者ながら苛烈な性格を恐れられ「狡猾なウィンチェスター」との異名を取った。
1538年にクロムウェルがヘンリー8世の許可を得た上で全ての教会に英語訳聖書を備える命令を出すと、ノーフォーク公ら保守派と共に巻き返しを図り、翌1539年6月に改革の行き過ぎを危ぶむヘンリー8世の支持で、カトリック寄りの信仰箇条を定めた議会制定法の6箇条法が制定された。翌1540年にはノーフォーク公と共にクロムウェルの失脚を画策、王と4番目の王妃アン・オブ・クレーヴズとの結婚生活が破綻した責任を追及、処刑に追いやった。1543年に枢密院の保守派と組んでクランマーの失脚も図り、王にクランマーが異端を信仰していると讒言したが、王がクランマーを擁護したため失敗に終わった。
やがて王の6番目の王妃でプロテスタント福音主義に共鳴したキャサリン・パーにも敵意を向け、大法官トマス・リズリー、リチャード・リッチら保守派と語らいキャサリン追い落としを狙った。1546年にリズリーと協力して彼女の周辺を調べ、王に彼女を異端の疑いありと讒言して追い詰めたが、王がキャサリンを罪に問わなかったためこの陰謀も失敗、王の怒りを買い首謀者としてロンドン塔へ投獄された。王の怒りと警戒心は翌1547年に王が危篤になっても解けず、遺言で息子エドワード6世を補佐する枢密顧問官の人選から外され、エドワード6世の治世の1551年にはウィンチェスター司教も解任されプロテスタントのジョン・ポネットに交代させられた。
1553年にエドワード6世の異母姉メアリー1世が即位すると釈放、ウィンチェスター司教に復帰すると共に大法官にも任命され、メアリー1世による教皇権復活とプロテスタント迫害政策を支持・促進したとされる。メアリー1世とスペイン王太子フェリペの結婚に反対したが、1554年1月に結婚発表を行い、11月に議会がイングランドに滞在していた教皇特使レジナルド・ポールへ許しを請い、教皇への服従を誓う請願を読み上げ、議会でイングランドのカトリック復帰が宣言された。女王の結婚に反対するワイアットの乱では女王に従う一方、女王の異母妹エリザベス（後のエリザベス1世）をワイアットの乱に加担した疑いで取り調べ、エリザベスを廃嫡する法案を議会に提出しようとしてフェリペに反対された。1555年死去。